# Онащенко Василь Мойсейович
Василь Мойсейович Она́щенко (нар. 14 січня 1901, Харків — пом. 21 січня 1973, Київ) — український радянський архітектор і педагог.

## Біографія
Народився 1 [14] січня 1901 року в місті Харкові (нині Україна). Протягом 1923—1925 років навчався на робітничому факультеті Катеринославського гірничого інституту; у 1926—1930 роках — у Київському художньому інституті; 1931 року закінчив Київський будівельний інститут.
На навчання до вишу був направлений за підтримки партійних органів, які оцінили талант молодої людини. У протоколі засідання бюро Катеринославського окружного  комітету КП(б)У окремим пунктом 14 червня 1926 року записано так:
"Поручить АПО (агітаційно-пропагандивний відділ) по своей линии  довести до сведения ЦК КП(б)У о т. Онащенко, как выдающемся таланте рабочего художника-самоучки и просить ЦК  дать возможность  послать тов. Онащенко в высшую художественную школу".
Після здобуття фахової освіти працював у Києві в інститутах «Гіпротранс» і «Діпромісто» та в Архітектурно-планувальному управлінні міста. Одночасно протягом 1931—1941 років викладав у Київському художньому інституті, де з 1938 року обіймав посаду декана архітектурного факультету. Під час німецько-радянської війни перебував у окупованому Києві; у 1944—1946 роках служив у Червоній армії.
У 1946—1947 роках знову працював у Київському художньому інституті. З 1947 року обіймав посаду декана факультетуту громадського будівництва Київського інституту цивільних інженерів (1948 року об'єднаний з Київським інженерно-будівельним інститутом), до 1970 року викладав на кафедрі архітектурного проєктування. Помер у Києві 21 січня 1973 року.

## Архітектурна діяльність
Серед реалізованих проєктів у Києві:

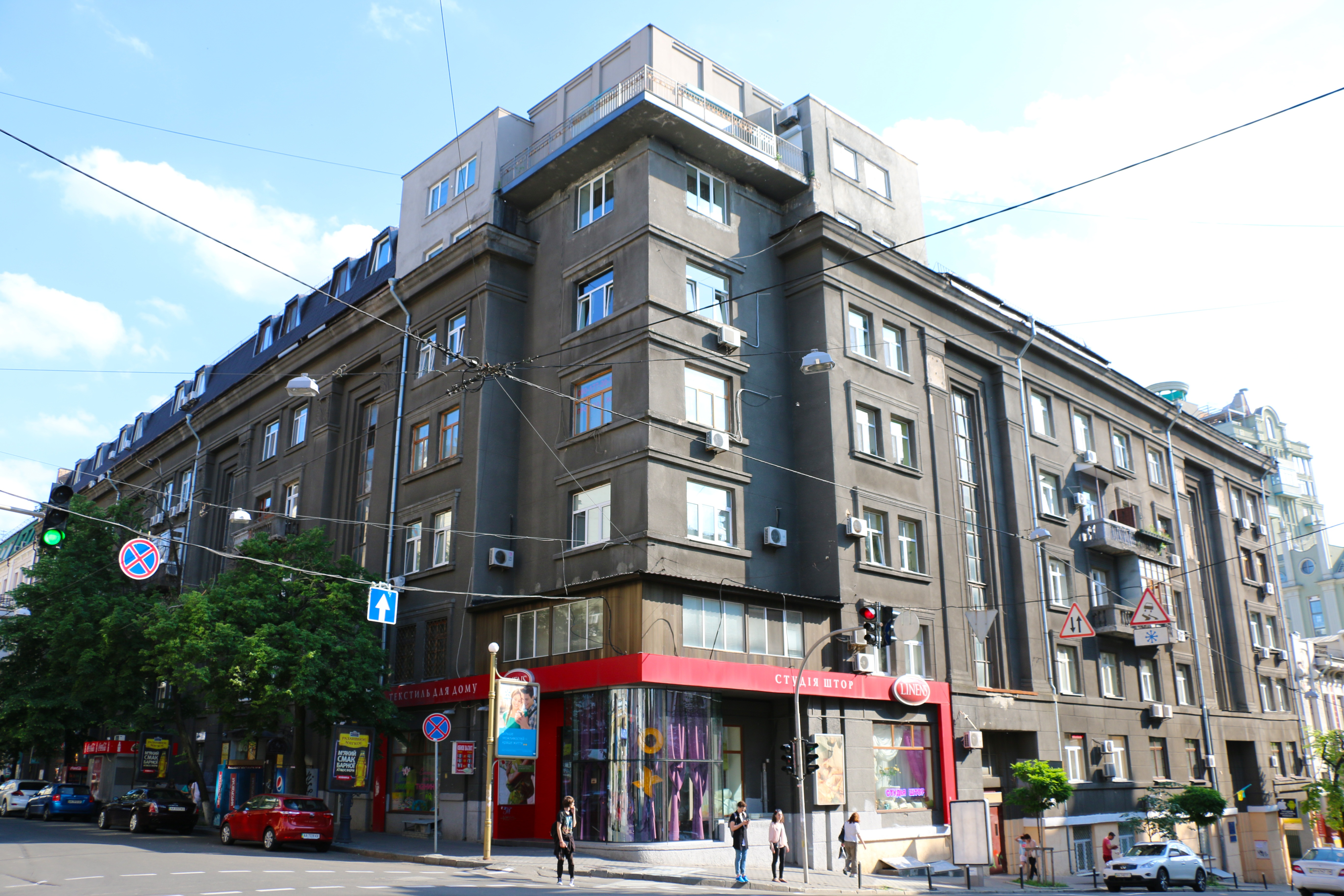
Житловий будинок Наркомату внутрішньої торгівлі УСРР.

- житловий будинок Народного комісаріату радянського господарства на вулиці Володимира Леніна, № 38 (1934—1936);
- житловий будинок Народного комісаріату внутрішньої торгівлі УСРР на вулиці Ворошилова, № 19 (1935—1937, у співавторстві);
- сходи поблизу Оперного театру для проходу з вулиці Володимирської на вулицю Миколи Лисенка (1937—1938; на початку 1980-х років були демонтовані);
- кінотеатр «Київ» (1938, у співавторстві);
- житловий будинок Народного комісаріату торгівлі на вулиці Фрідріха Енгельса (1938—1939);
- дитячий театр на вулиці Карла Маркса (1930-ті, не зберігся);
- вхід у ботанічний сад з боку бульвару Тараса Шевченка (1930-ті, не зберігся);
- пам'ятник героям Великої Жовтневої соціалістичної революції (1939, реконструкція 1948 року архітектора З. Чечика);
- погруддя Григорія Верьовки у смт Березна Чернігівської області (1967, скульптор Олена Мельничук).

Проєктував торговельні підприємства у житлових районах, зокрема й на перших поверхах житлових будинків. Брав участь у створенні ескізів з оформлення сучасних корпусів, гуртожитку та інших будівель Київського інженерно-будівельного інституту.